# AeroPress

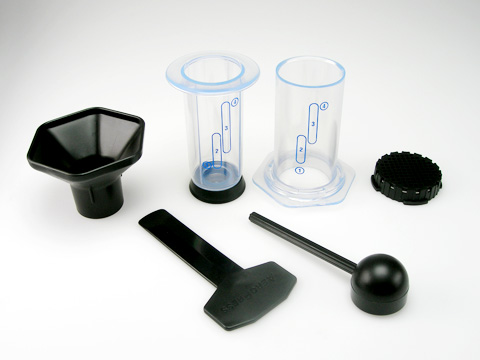
Obsah balení AeroPressu bez papírových filtrů

AeroPress je manuální přístroj pro přípravu filtrované kávy. Byl vyvinut v roce 2005 prezidentem hračkářské společnosti Aerobie Alanem Adlerem. Káva je v této metodě filtrována protlačením skrz papírové nebo kovové filtry. Pro přípravu v AeroPressu se používá střední hrubost mletí kávy.
Přístroj sestává ze sítka a dvou plastových válců. Jeden je zakončen gumovým pístem, který přesně zapadá do většího válce a může v něm vytvořit tlak podobně jako v injekční stříkačce. Do sítka se vkládají filtry, či je nahrazeno jinou koncovkou(například Prismo). Výhodou AeroPressu je jeho skladnost. To tuto metodu zvýhodňuje na cestách. V roce 2019 začala firma prodávat skladnější verzi GO

## Způsoby přípravy
V závislosti na poloze AeroPressu při přípravě rozlišujeme tradiční a obrácenou (převrácenou) metodu přípravy kávy. Obě začínají vymytím papírového filtru horkou vodou, aby se odplavila papírová chuť. Teplota vody pro přípravu kávy je velice variabilní a pohybuje mezi 75 a 95 °C.

### Tradiční
AeroPress umístíme filtrem dolů na hrnek. Na filtr nasypeme kávu, zalijeme horkou vodou a zamícháme. Gravitační silou se káva začne okamžitě filtrovat a překapávat do hrnku. Zasunutím pístu a tlakem docílíme dodatečné filtrace pod větším tlakem.

### Obrácená(reversní)
Při obrácené metodě zasuneme píst do většího válce a na něj nasypeme kávu. Tu zalijeme horkou vodou, zamícháme a necháme extrahovat podle preferované síly kávy. Poté přístroj zašroubujeme filtrem, otočíme a ihned tlačíme pístem proti filtru.
Tato metoda má výhodu v tom, že kávové esence vyplouvají na hladinu a při této metodě je jejich značná část protlačena jako první skrz filtr. Při tradiční metodě jsou protlačeny až nakonec skrze filtr i nahromaděnou kávovou sedlinu.

### Příprava podle Alana Adlera
Nejdříve je třeba namlít 15 g kávy, při čemž hrubost mletí by měla být mezi espresso a dipper. Vložte papírový filtr, postavte AeroPress na šálek a vsypte do něj kávu. Nalijte vodu o teplotě 80 °C do AeroPressu cca po stupeň 2, pro 1 šálek. Kávu je třeba míchat po dobu 10 sekund a pak 40–50 sekund jemně a pomalu kávu stiskněte.
Rozdíl v přípravě podle vynálezce Alana je, že kávu zalévá 80 °C vodou a to způsobí, že káva bude sladší.

## Charakteristika kávy
Díky krátké době extrakce obsahuje výsledná káva méně kyselin.